# Rita Christiani
Rita Christiani (22 de diciembre de 1917-23 de mayo de 2008) fue una bailarina estadounidense nacida en Trinidad que apareció en películas estadounidenses durante la década de 1940.

## Biografía
Christiani nació en Puerto España, Trinidad el 22 de diciembre de 1917.
Bailó y realizó giras con la Katherine Dunham Company a principios de la década de 1940. Durante la gira, Christiani conoció a la cineasta independiente de vanguardia Maya Deren, y le dieron un papel en la película de Deren Ritual in Transfigured Time (1946). Deren era el personaje principal de la película y Christiani bailaba el papel del alter ego de Deren, intercambiando sus imágenes en contrapunto en blanco y negro con el bailarín Frank Westbrook. Anaïs Nin también estuvo en la película.
Imágenes de Christiani de esta película se incluyeron en el documental In the Mirror of Maya Deren (2002) de Martina Kudlacek.
Christiani y Deren se hicieron amigas íntimas y compartieron el vínculo de haber sido desarraigadas de sus tierras natales cuando eran niñas y venir a Estados Unidos.
Sus otras apariciones cinematográficas incluyen The Black Swan (1942), protagonizada por Tyrone Power y Maureen O'Hara, Road to Marruecos (1942), protagonizada por Bob Hope y Bing Crosby, y los musicales Thank Your Lucky Stars (1942) y Happy Go Lucky (1943).
Después de trabajar en películas y como bailarina, Christiani pudo haber sido enfermera en Chicago.
Christiani murió el 23 de mayo de 2008 en Brooklyn, Nueva York.

## Filmografía
- Seis destinos (1942) - mujer joven (sin acreditar)
- Ruta de Marruecos (1942) - bailarina (sin acreditar)
- El cisne negro (1942) - bailarina (sin acreditar)
- Happy Go Lucky (1943) - como ella misma
- Cabin in the Sky (1943) - bailarina (sin acreditar)
- Yo anduve con un zombie (1943) - amiga de Melise (sin acreditar)
- Adorables estrellas (1943) - Cold Katie
- Ritual in Transfigured Time (1946) - como ella misma